# Yotsuba!
Yotsuba! (よつばと!, Yotsuba to!) és una sèrie de manga actualment en publicació creada per Kiyohiko Azuma, el creador d'Azumanga Daioh. Al Japó és publicada per Mediaworks i publicada mensualment a la seva revista Dengeki Daioh. Al contrari que Azumanga Daioh, Yotsuba! no està escrita en 4 vinyetes per a un diari (format 4-koma), si no a pàgina completa per explicar la història. Això permet a l'autor ser més artístic que abans, fent que el món d'una nena pugui ser més interessant del que semblava.

## Resum
La història és molt simple, però que necessita més? Veiem el món com si fóssim una nena de 5 anys, amb totes les coses meravelloses que podem descobrir dia a dia.
Cada dia la vida de la Yotsuba és una aventura, ja sigui lluitant per la capa d'ozó, com martiritzant el seu pobre pare, aquesta nena és capaç de fer-nos plorar de riure.
Tan simpàtica, la noia del nom "quatre fulles (四葉)". El nom i el seu color de cabells, amb aquelles quatre cues dona a entendre que és la nena trèvol de quatre fulles, en una d'aquelles metàfores que agraden tant als japonesos.
El manga comença quan la Yotsuba i el seu pare es traslladen a un nou barri, en el que troben unes veïnes molt amables i multitud d'estímuls nous per aquesta nena.
Al principi de la sèrie, la Yotsuba es mostra tenint molt poc coneixement del món del seu voltant, com qualsevol nen petit. Coses com els gronxadors, els timbres i els aires condicionats la fascinen i la confonen, tot i això, ella no està trasbalsada per la seva ignorància. Ella ocasionalment pronuncia noves paraules malament i crea neologismes, com "yotsucaixa" com a bagul de la Yotsuba, i sovint repeteix, de manera poc lògica, frases dites per personatges adults del seu voltant. La yotsuba freqüentment es mostra dibuixant, no és tan bona artista com ella es pensa que és. I ella és una excel·lent nedadora.
La sèrie mostra pocs detalls sobre la seva vida abans que comenci la sèrie. Ella és una nena adoptada, de lloc de naixement desconegut pel lector, tot i això ella reivindica que és d'una illa de "cap a l'esquerra". Koiwai, el pare adoptiu de la Yotsuba, diu que la va conèixer a ella en un orfenat en un país estranger i abans que ell se n'adonés l'estava criant per ell mateix; ella és a vegades confosa per un estranger pels desconeguts. Quan pregunten per la seva mare, ella no entén la pregunta, i es confon amb el concepte de tenir dos parells d'avis. Abans de traslladar-se cap a la seva casa actual, la Yotsuba vivia al camp amb el Koiwai i la seva mare.

## Curiositat
El títol original és Yotsuba-to, que significa "Yotsuba i". D'aquí a que el manga estigui basat en la Yotsuba i... les coses que té al voltant.

## Personatges
Yotsuba 
Alegre com ningú, aquesta nena petita veu el món d'una manera molt especial.
Koiwai 
Pare de la Yotsuba, de qui no es coneix el nom. És un traductor que treballa a casa..
Jumbo 
És un amic del pare de la Yotsuba que de seguida es converteix en un membre important de la sèrie. Un noi enorme però de bon cor, es fa molt amic de la petita i busca excuses per poder veure a la germana gran de les veïnes, cap a qui sent una especial atracció.
Ena 
La menor de les germanes Ayase, la família veïna. De seguida es fa amiga de la Yotsuba, és molt amable i bona persona, el que la converteix en un personatge fàcil d'enganyar.
Fuka 
La germana del mig, molt responsable i treballadora, encara que poc afortunada en els amors. De seguida li agafa afecte a Yotsuba.
Asagi 
La germana gran. Una mica boja i trapella, estudia a la universitat i li encanta molestar a la Yotsuba i a les seves germanes.
Miura 
La millor amiga de l'Ena, acostuma a sortir amb ella i la Yotsuba d'aventures.
Yanda
Un amic d'en Jumbo i en Koiwai. És una mica infantil, sol molestar i fer bromes a la Yotsuba, cosa la cual la fa enfadar. Tot i que és mencionat durant els primers capitols no apareix fins al 30.